# ATP Challenger Bangalore
Das ATP Challenger Bangalore (offizieller Name: Bengaluru Open) ist ein Tennisturnier in Bangalore, das 2015 zum ersten Mal ausgetragen wurde. Es ist Teil der ATP Challenger Tour und wird im Freien auf Hartplatz ausgetragen.

## Liste der Sieger

### Einzel
| Jahr     | Sieger               | Finalgegner        | Ergebnis          |
| -------- | -------------------- | ------------------ | ----------------- |
| 2025     | Brandon Holt         | Shintarō Mochizuki | 6:3, 6:3          |
| 2024     | Stefano Napolitano   | Hong Seong-chan    | 4:6, 6:3, 6:3     |
| 2023     | Max Purcell          | James Duckworth    | 3:6, 7:5, 7:65    |
| 2022 (2) | Aleksandar Vukic     | Dimitar Kusmanow   | 6:4, 6:4          |
| 2022 (1) | Tseng Chun-hsin      | Borna Gojo         | 6:4, 7:5          |
| 2021     | nicht ausgetragen    | nicht ausgetragen  | nicht ausgetragen |
| 2020     | James Duckworth      | Benjamin Bonzi     | 6:4, 6:4          |
| 2019     | nicht ausgetragen    | nicht ausgetragen  | nicht ausgetragen |
| 2018     | Prajnesh Gunneswaran | Saketh Myneni      | 6:2, 6:2          |
| 2017     | Sumit Nagal          | Jay Clarke         | 6:3, 3:6, 6:2     |
| 2015     | nicht ausgetragen    | nicht ausgetragen  | nicht ausgetragen |
| 2015     | James Ward           | Adrián Menéndez    | 6:2, 7:5          |

### Doppel
| Jahr     | Sieger                                    | Finalgegner                                    | Ergebnis          |
| -------- | ----------------------------------------- | ---------------------------------------------- | ----------------- |
| 2025     | Anirudh Chandrasekar Ray Ho               | Blake Bayldon Matthew Romios                   | 6:2, 6:4          |
| 2024     | Saketh Myneni (3) Ramkumar Ramanathan (3) | Constantin Bittoun Kouzmine Maxime Janvier     | 6:3, 6:4          |
| 2023     | Chung Yun-seong Hsu Yu-hsiou              | Anirudh Chandrasekar N. Vijay Sundar Prashanth | 3:6, 7:67, [11:9] |
| 2022 (2) | Alexander Erler Arjun Kadhe               | Saketh Myneni Ramkumar Ramanathan              | 6:3, 6:74, [10:7] |
| 2022 (1) | Saketh Myneni (2) Ramkumar Ramanathan (2) | Hugo Grenier Alexandre Müller                  | 6:3, 6:2          |
| 2021     | nicht ausgetragen                         | nicht ausgetragen                              | nicht ausgetragen |
| 2020     | Purav Raja Ramkumar Ramanathan (1)        | Matthew Ebden Leander Paes                     | 6:0, 6:3          |
| 2019     | nicht ausgetragen                         | nicht ausgetragen                              | nicht ausgetragen |
| 2018     | Max Purcell Luke Saville                  | Purav Raja Antonio Šančić                      | 7:63, 6:3         |
| 2017     | Michail Jelgin Divij Sharan               | Ivan Sabanov Matej Sabanov                     | 6:3, 6:0          |
| 2015     | nicht ausgetragen                         | nicht ausgetragen                              | nicht ausgetragen |
| 2015     | Saketh Myneni (1) Sanam Singh             | John Paul Fruttero N. Vijay Sundar Prashanth   | 5:7, 6:4, [10:2]  |